# Gran Premi d'Austràlia de motociclisme
El Gran Premi d'Austràlia de motociclisme és un esdeveniment esportiu que es disputa anualment al Circuit de Phillip Island (tret d'algunes edicions inicials que se celebraren al d'Eastern Creek), dins del calendari del Campionat del món de motociclisme.

L'Eastern Creek Raceway, emprat de 1991 a 1996.

A 25 d'abril de 2025

## Noms oficials i patrocinadors
- 1989: Swan Premium Australian Motorcycle Grand Prix[1]
- 1990: Drink/Drive Australian Motorcycle Grand Prix[2]
- 1991: Tooheys Australian Motorcycle Grand Prix[3]
- 1992–1994: Foster's Australian Motorcycle Grand Prix[4]
- 1995–1997: Australian Motorcycle Grand Prix (sense patrocinador oficial)[5]
- 1998–2001: Qantas Australian Grand Prix[6]
- 2002–2003: SKYY vodka Australian Grand Prix[7]
- 2004: Cinzano Australian Grand Prix[8]
- 2005: Polini Australian Grand Prix[9]
- 2006–2007: GMC Australian Grand Prix[10]
- 2008: Australian Grand Prix (sense patrocinador oficial)[11]
- 2009–2011: Iveco Australian Motorcycle Grand Prix[12]
- 2012: AirAsia Australian Motorcycle Grand Prix[13]
- 2013–2014: Tissot Australian Motorcycle Grand Prix[14]
- 2015: Pramac Australian Motorcycle Grand Prix[15]
- 2016–2018: Michelin Australian Motorcycle Grand Prix[16]
- 2019: Pramac Generac Australian Motorcycle Grand Prix[17]
- 2022: Animoca Brands Australian Motorcycle Grand Prix[18]
- 2023: MotoGP Guru by Gryfyn Australian Motorcycle Grand Prix
- 2024: Qatar Airways Australian Motorcycle Grand Prix

## Guanyadors múltiples

### Pilots
| # Victòries | Pilot            | Victòries | Victòries                          |
| # Victòries | Pilot            | Categoria | Anys                               |
| ----------- | ---------------- | --------- | ---------------------------------- |
| 8           | Valentino Rossi  | MotoGP    | 2002, 2003, 2004, 2005, 2014       |
| 8           | Valentino Rossi  | 500cc     | 2001                               |
| 8           | Valentino Rossi  | 250cc     | 1998, 1999                         |
| 6           | Casey Stoner     | MotoGP    | 2007, 2008, 2009, 2010, 2011, 2012 |
| 5           | Marc Márquez     | MotoGP    | 2015, 2017, 2019, 2024             |
| 5           | Marc Márquez     | 125cc     | 2010                               |
| 3           | Loris Capirossi  | 500cc     | 1996                               |
| 3           | Loris Capirossi  | 125cc     | 1990, 1991                         |
| 3           | Ralf Waldmann    | 250cc     | 1995, 1997                         |
| 3           | Ralf Waldmann    | 125cc     | 1992                               |
| 3           | Mick Doohan      | 500cc     | 1992, 1995, 1998                   |
| 3           | Max Biaggi       | 500cc     | 2000                               |
| 3           | Max Biaggi       | 250cc     | 1994, 1996                         |
| 3           | Marco Melandri   | MotoGP    | 2006                               |
| 3           | Marco Melandri   | 250cc     | 2002                               |
| 3           | Marco Melandri   | 125cc     | 1999                               |
| 3           | Jorge Lorenzo    | MotoGP    | 2013                               |
| 3           | Jorge Lorenzo    | 250cc     | 2006, 2007                         |
| 3           | Brad Binder      | Moto2     | 2018, 2019                         |
| 3           | Brad Binder      | Moto3     | 2016                               |
| 3           | Àlex Rins        | MotoGP    | 2022                               |
| 3           | Àlex Rins        | Moto2     | 2015                               |
| 3           | Àlex Rins        | Moto3     | 2013                               |
| 2           | Wayne Gardner    | 500cc     | 1989, 1990                         |
| 2           | Luca Cadalora    | 250cc     | 1991, 1992                         |
| 2           | John Kocinski    | 500cc     | 1994                               |
| 2           | John Kocinski    | 250cc     | 1990                               |
| 2           | Àlex Crivillé    | 500cc     | 1997                               |
| 2           | Àlex Crivillé    | 125cc     | 1989                               |
| 2           | Masao Azuma      | 125cc     | 1998, 2000                         |
| 2           | Marco Simoncelli | 250cc     | 2008, 2009                         |
| 2           | Alex De Angelis  | Moto2     | 2010, 2011                         |
| 2           | Sandro Cortese   | Moto3     | 2012                               |
| 2           | Sandro Cortese   | 125cc     | 2011                               |
| 2           | Pol Espargaró    | Moto2     | 2012, 2013                         |
| 2           | Thomas Lüthi     | Moto2     | 2016                               |
| 2           | Thomas Lüthi     | 125cc     | 2005                               |
| 2           | Miguel Oliveira  | Moto2     | 2017                               |
| 2           | Miguel Oliveira  | Moto3     | 2015                               |
| 2           | Maverick Viñales | MotoGP    | 2018                               |
| 2           | Maverick Viñales | Moto2     | 2014                               |

### Constructors
| # Victòries | Constructor | Victòries | Victòries                                                              |
| # Victòries | Constructor | Categoria | Anys                                                                   |
| ----------- | ----------- | --------- | ---------------------------------------------------------------------- |
| 39          | Honda       | MotoGP    | 2002, 2003, 2006, 2011, 2012, 2015, 2016, 2017, 2019                   |
| 39          | Honda       | 500cc     | 1989, 1990, 1992, 1995, 1997, 1998, 1999, 2001                         |
| 39          | Honda       | 250cc     | 1989, 1991, 1992, 1995, 1997, 2001, 2003, 2005                         |
| 39          | Honda       | Moto3     | 2017, 2019                                                             |
| 39          | Honda       | 125cc     | 1990, 1991, 1992, 1993, 1995, 1997, 1998, 1999, 2000, 2003, 2004, 2005 |
| 13          | Aprilia     | 250cc     | 1994, 1996, 1998, 1999, 2002, 2004, 2006, 2007                         |
| 13          | Aprilia     | 125cc     | 1996, 1994, 2006, 2009, 2011                                           |
| 11          | Yamaha      | MotoGP    | 2004, 2005, 2013, 2014, 2018                                           |
| 11          | Yamaha      | 500cc     | 1991, 1996, 2000                                                       |
| 11          | Yamaha      | 250cc     | 1990, 1993, 2000                                                       |
| 10          | KTM         | Moto2     | 2017, 2018, 2019                                                       |
| 10          | KTM         | Moto3     | 2012, 2013, 2014, 2015, 2016, 2018, 2023                               |
| 6           | Kalex       | Moto2     | 2012, 2013, 2014, 2015, 2016, 2023                                     |
| 6           | Ducati      | MotoGP    | 2007, 2008, 2009, 2010, 2023, 2024                                     |
| 4           | Derbi       | 125cc     | 2001, 2007, 2008, 2010                                                 |
| 3           | Gilera      | 250cc     | 2008, 2009                                                             |
| 3           | Gilera      | 125cc     | 2002                                                                   |
| 2           | Motobi      | Moto2     | 2010, 2011                                                             |
| 2           | Suzuki      | MotoGP    | 2022                                                                   |
| 2           | Suzuki      | 500cc     | 1993                                                                   |
| 2           | Boscoscuro  | Moto2     | 2022, 2024                                                             |

## Guanyadors per any
| Any  | Circuit        | Moto3                                         | Moto2                                         | MotoGP                                        | Detalls                                       |
| ---- | -------------- | --------------------------------------------- | --------------------------------------------- | --------------------------------------------- | --------------------------------------------- |
| 2024 | Phillip Island | David Alonso                                  | Fermín Aldeguer                               | Marc Márquez                                  | Detalls                                       |
| 2023 | Phillip Island | Deniz Öncü                                    | Tony Arbolino                                 | Johann Zarco                                  | Detalls                                       |
| 2022 | Phillip Island | Izan Guevara                                  | Alonso López                                  | Àlex Rins                                     | Detalls                                       |
| 2021 | Phillip Island | Cancel·lat a causa de la pandèmia de COVID-19 | Cancel·lat a causa de la pandèmia de COVID-19 | Cancel·lat a causa de la pandèmia de COVID-19 | Cancel·lat a causa de la pandèmia de COVID-19 |
| 2020 | Phillip Island | Cancel·lat a causa de la pandèmia de COVID-19 | Cancel·lat a causa de la pandèmia de COVID-19 | Cancel·lat a causa de la pandèmia de COVID-19 | Cancel·lat a causa de la pandèmia de COVID-19 |
| 2019 | Phillip Island | Lorenzo Dalla Porta                           | Brad Binder                                   | Marc Márquez                                  | Detalls                                       |
| 2018 | Phillip Island | Albert Arenas                                 | Brad Binder                                   | Maverick Viñales                              | Detalls                                       |
| 2017 | Phillip Island | Joan Mir                                      | Miguel Oliveira                               | Marc Márquez                                  | Detalls                                       |
| 2016 | Phillip Island | Brad Binder                                   | Thomas Lüthi                                  | Cal Crutchlow                                 | Detalls                                       |
| 2015 | Phillip Island | Miguel Oliveira                               | Àlex Rins                                     | Marc Márquez                                  | Detalls                                       |
| 2014 | Phillip Island | Jack Miller                                   | Maverick Viñales                              | Valentino Rossi                               | Detalls                                       |
| 2013 | Phillip Island | Alex Rins                                     | Pol Espargaró                                 | Jorge Lorenzo                                 | Detalls                                       |
| 2012 | Phillip Island | Sandro Cortese                                | Pol Espargaró                                 | Casey Stoner                                  | Detalls                                       |
|      |                | 125 cc                                        | Moto2                                         | MotoGP                                        |                                               |
| 2011 | Phillip Island | Sandro Cortese                                | Alex De Angelis                               | Casey Stoner                                  | Detalls                                       |
| 2010 | Phillip Island | Marc Márquez                                  | Alex De Angelis                               | Casey Stoner                                  | Detalls                                       |
|      |                | 125 cc                                        | 250 cc                                        | MotoGP                                        |                                               |
| 2009 | Phillip Island | Julián Simón                                  | Marco Simoncelli                              | Casey Stoner                                  | Detalls                                       |
| 2008 | Phillip Island | Mike di Meglio                                | Marco Simoncelli                              | Casey Stoner                                  | Detalls                                       |
| 2007 | Phillip Island | Lukáš Pešek                                   | Jorge Lorenzo                                 | Casey Stoner                                  | Detalls                                       |
| 2006 | Phillip Island | Alvaro Bautista                               | Jorge Lorenzo                                 | Marco Melandri                                | Detalls                                       |
| 2005 | Phillip Island | Thomas Lüthi                                  | Daniel Pedrosa                                | Valentino Rossi                               | Detalls                                       |
| 2004 | Phillip Island | Andrea Dovizioso                              | Sebastian Porto                               | Valentino Rossi                               | Detalls                                       |
| 2003 | Phillip Island | Andrea Ballerini                              | Roberto Rolfo                                 | Valentino Rossi                               | Detalls                                       |
| 2002 | Phillip Island | Manuel Poggiali                               | Marco Melandri                                | Valentino Rossi                               | Detalls                                       |
|      |                | 125 cc                                        | 250 cc                                        | 500 cc                                        |                                               |
| 2001 | Phillip Island | Youichi Ui                                    | Daijiro Kato                                  | Valentino Rossi                               | Detalls                                       |
| 2000 | Phillip Island | Masao Azuma                                   | Olivier Jacque                                | Max Biaggi                                    | Detalls                                       |
| 1999 | Phillip Island | Marco Melandri                                | Valentino Rossi                               | Tadayuki Okada                                | Detalls                                       |
| 1998 | Phillip Island | Masao Azuma                                   | Valentino Rossi                               | Mick Doohan                                   | Detalls                                       |
| 1997 | Phillip Island | Noboru Ueda                                   | Ralf Waldmann                                 | Àlex Crivillé                                 | Detalls                                       |
| 1996 | Eastern Creek  | Garry McCoy                                   | Max Biaggi                                    | Loris Capirossi                               | Detalls                                       |
| 1995 | Eastern Creek  | Haruchika Aoki                                | Ralf Waldmann                                 | Mick Doohan                                   | Detalls                                       |
| 1994 | Eastern Creek  | Kazuto Sakata                                 | Max Biaggi                                    | John Kocinski                                 | Detalls                                       |
| 1993 | Eastern Creek  | Dirk Raudies                                  | Tetsuya Harada                                | Kevin Schwantz                                | Detalls                                       |
| 1992 | Eastern Creek  | Ralf Waldmann                                 | Luca Cadalora                                 | Mick Doohan                                   | Detalls                                       |
| 1991 | Eastern Creek  | Loris Capirossi                               | Luca Cadalora                                 | Wayne Rainey                                  | Detalls                                       |
| 1990 | Phillip Island | Loris Capirossi                               | John Kocinski                                 | Wayne Gardner                                 | Detalls                                       |
| 1989 | Phillip Island | Àlex Crivillé                                 | Sito Pons                                     | Wayne Gardner                                 | Detalls                                       |